# Heinrich von Rugge

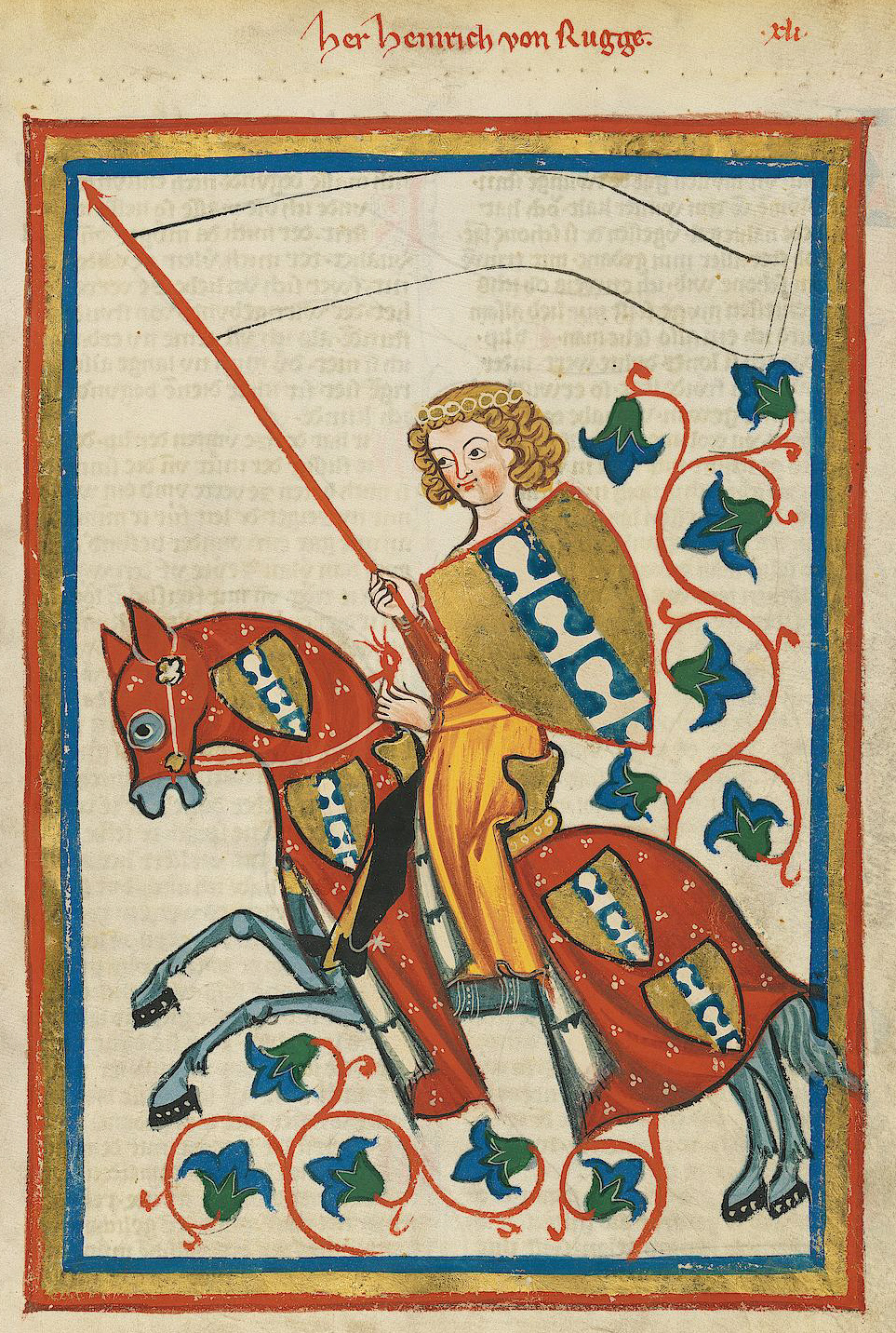
Heinrich von Rugge (Codex Manesse, 14. Jahrhundert)

Heinrich von Rugge (Heinrich von Ruck) war ein Minnesänger zur Zeit Friedrichs I. Er ist identisch mit dem Heinricus miles de Rugge, der als Zeuge in einer zwischen 1175 und 1178 angesetzten Urkunde, in der es um eine Güterübertragung zwischen den schwäbischen Klöstern Blaubeuren und Salem geht, genannt wird.

## Leben
Heinrich von Rugge gehörte einem bei Blaubeuren ansässigen Ministerialengeschlecht der Pfalzgrafen von Tübingen an, für das seit 1192 die Truchsesswürde bezeugt ist.
Überliefert sind zwölf Minnelieder und ein Kreuzleich, in welchem er den Tod Friedrichs I. (1190) beklagte, nachdem die Kunde davon nach Deutschland gekommen war. Seine Gedichte sind enthalten in Des Minnesangs Frühling von Lachmann und Haupt.

## Werkausgabe
- Franz Josef Paus: Das Liedercorpus des Heinrich von Rugge, (Universität Freiburg, i. B., Philosophische Fakultät, Dissertation vom 29. Februar 1964), Freiburg im Breisgau 1964